# Павана (роман)
«Павана» (англ. Pavane) — науково-фантастичний роман про альтернативну історію британського письменника Кіта Робертса, вперше опублікований Rupert Hart-Davis Ltd у 1968 році. Більшість оригінальних оповідань було опубліковано в Імпульсі. У пізніших виданнях було додано додаткове оповідання «Білий човен».
Він складається з циклу пов'язаних історій, дія яких відбувається в Дорсеті, Англія, і зображує ХХ століття, в якому католицька церква все ще має верховенство; у своїй часовій шкалі протестантизм був знищений під час воєн, які стали наслідком вбивства королеви Єлизавети в 1588 році.

## Огляд

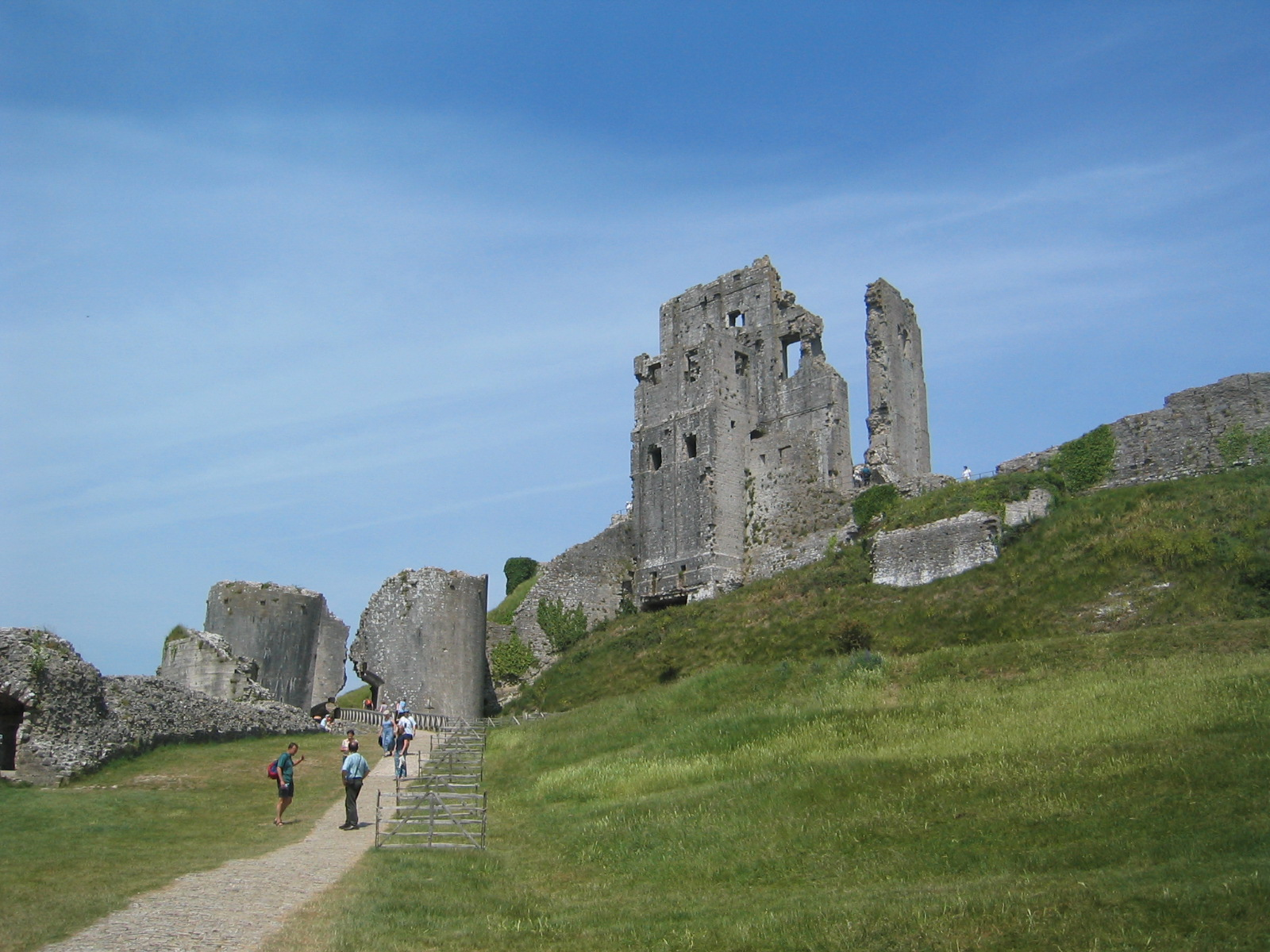
Руїни замку Корф, «зневажені» (розібрані), як в історії.

У романі розповідається про історію, коли королеву Єлизавету I було вбито саме тоді, коли іспанська армада була на шляху. Протестантські натовпи напали на англійських католиків, які відбивалися в порядку самооборони. Коли Англія була охоплена громадянською війною, Армада висадилася без опору, іспанці окупували Англію, придушили протестантизм і нав'язали католицизм як єдину релігію. Без протестантської Англії Іспанія завадила протестантській Голландській республіці отримати незалежність, а німецькі торговельні міста-держави Священної Римської імперії, які фінансували Реформацію, також були придушені. Як наслідок, поки влада Іспанії зрештою слабшає, католицька церква не має суперників, а Папа стає ефективним світським, а також духовним правителем Європи. Таким чином, Церква також контролює неспокійний «Новий Світ» (який наближається до Сполучених Штатів у нашій шкалі часу), а також «Австралазію», де Джеймс Кук встановив кобальтовий прапор Трону Петра замість Прапора Великої Британії в XVIII століття.
Соціальні наслідки включають триваючу феодальну систему та заборону інновацій, зокрема електрики, що призвело приблизно до середини ХІХ-го століття технології з паровими тяговими двигунами та механічною семафорною телеграфією. Віддалені території небезпечні, тут є дикі тварини та випадкові прояви «старих» або «людей пагорбів» (імовірних фей), які залишають графіті, що символізують крабів. Події розгортаються в період, коли ходять чутки про можливість революції.

Розташування та смак, ностальгічний, але трагічний у світогляді, нагадують науково-фантастичний еквівалент вигаданого Вессекса Томаса Гарді (як і в оповіданнях про Гарді, є відмінності в назвах місць; наприклад, у «Паване»Дорчестер зберігає свою римську назву, Дурноварія). Реальне географічне розташування відіграє важливу роль: Ґолден кеп є місцем розташування семафорної станції, а замок у Корфі є ключовою присутністю в книзі.
Довга рука папи простягалася, щоб карати і нагороджувати; церква-войовниця залишалася верховною. Але до середини двадцятого століття повсюдне бурчання дало про себе знати. Бунт знову витав у повітрі…
Назва натякає на величний та меланхолійний танець, павани, книга тематично поділена на такти та коди.
Після короткого прологу, що пояснює передісторію, історії такі:
- «Леді Маргарет»: самотній паровоз зустрічає друга зі свого минулого;
- «Сигналізатор»: до віддаленої станції призначається учень оператора семафора;
- «Білий човен» (не в усіх виданнях): незадоволена дівчина-рибалка одержима таємничою яхтою;
- «Брат Іоанн»: чернець стає незадоволеним практиками інквізиції;
- «Лорди та леді»: гіркі спогади жінки викликаються біля смертного ложа перевізника з першої повісті, який доводиться їй дядьком;
- «Ворота Корфи»: аристократка, донька центральної жіночої героїні «Лордів і леді», бере участь у регіональному повстанні.
- Дія «Коди» розгортається через кілька років після подій останніх оповідань, і в центрі — син сенешаля жінки-аристократки з «Ворот Корфа».

## Рецензії
Невдовзі "Павана " знайшола важливе місце в піджанрі альтернативної історії наукової фантастики, і висока репутація твору продовжується; Cambridge Companion to Science Fiction оцінює її як "тепер вважається найкращою з усіх «альтернативних історій». Альгіс Будріс вважав, що роман був «гобеленом із книги; дивом оповідання», і дійшов висновку, що, незважаючи на непотрібну «Коду», це був «справді чудовий твір».